# Židovský hřbitov v Drahonicích
Židovský hřbitov v Drahonicích se nachází asi kilometr jihovýchodně od vesnice Drahonice (část obce Lubenec) na svahu klesajícím k jihu a je přístupný po polní cestě. Založen měl být již v 16. století, avšak nejstarší dochovaná zmínka pochází z roku 1724. Rozkládá se na ploše 1744 m2 a čítá zhruba sto náhrobků z let 1826 až 1904. Součástí hřbitova je rovněž ruina někdejší márnice.
Hřbitov je volně přístupný.